# Niflhel
Ne pas confondre avec Niflheim, le « monde de la brume » ou « monde de l'obscurité » de la même mythologie
 (janvier 2024).
Si vous disposez d'ouvrages ou d'articles de référence ou si vous connaissez des sites web de qualité traitant du thème abordé ici, merci de compléter l'article en donnant les références utiles à sa vérifiabilité et en les liant à la section « Notes et références ».
Niflhel (« Hel caché ») est l'une des parties du royaume des morts de la mythologie nordique.
Sa présentation la plus détaillée se trouve dans l’Edda de Snorri Sturluson (Gylfaginning, 3) où il est indiqué qu'après leur mort, « les hommes mauvais vont à Hel et de là à Niflhel, c’est-à-dire en bas dans le neuvième monde ».
L'idée du passage des morts de Hel à Niflhel est une paraphrase d'une strophe du Vafthrúdnismál (43), l'un des deux seuls poèmes eddiques (avec les Baldrs draumar, 2, dans lesquels Odin s'y rend pour interroger une voyante morte sur le destin de son fils Baldr) à mentionner Niflhel. L'idée d'une distinction entre les hommes bons et mauvais est en revanche un ajout tardif d'inspiration chrétienne.
Niflhel est parfois confondu avec Niflheim. Ainsi, lorsqu'ils évoquent comment Thor tua le géant maître bâtisseur d'Asgard (Gylfaginning, 42), deux des quatre principaux manuscrits de l’Edda de Snorri portent qu'il l'envoya « au-dessous de Niflheim », les deux autres « au-dessous de Niflhel ».